# Municipio VII
Municipio Roma VII ist die siebte administrative Unterteilung der italienischen Hauptstadt Rom. Es ist das bevölkerungsreichste Municipio von Rom.

## Geschichte
Die Assemblea Capitolina (Stadtrat von Rom) errichtete mit seiner Resolution Nr. 11 am 11. März 2013 das Municipio, welches die ehemaligen Municipi Roma IX und Roma X und zuvor Circoscrizioni IX und X ersetzte.

## Geographie

### Geschichtliche Unterteilung
Auf dem Territorium des Municipio sind die folgenden topografischen Bereiche der Hauptstadt Rom:

#### Quartiere
- Q. VII Prenestino-Labicano (teilweise)
- Q. VIII Tuscolano (teilweise)
- Q. IX Appio-Latino (teilweise)
- Q. XXIV Don Bosco (teilweise)
- Q. XXV Appio Claudio
- Q. XXVI Appio-Pignatelli (teilweise)

#### Zone
- Z. XV Torre Maura (teilweise)
- Z. XVI Torrenova (teilweise)
- Z. XVII Torre Gaia (teilweise)
- Z. XVIII Capannelle
- Z. XIX Casal Morena
- Z. XX Aeroporto di Ciampino (teilweise)

### Administrative Gliederung
Das Municipio Roma VII umfasst die gleichen Zone Urbanistiche wie das vormalige Municipio Roma IX und Municipio Roma X:
| 9A               | Tuscolano Nord     | 22.004  |
| 9B               | Tuscolano Sud      | 47.904  |
| 9C               | Tor Fiscale        | 2.190   |
| 9D               | Appio              | 27.652  |
| 9E               | Latino             | 23.007  |
| 10A              | Don Bosco          | 52.600  |
| 10B              | Appio Claudio      | 29.872  |
| 10C              | Quarto Miglio      | 11.112  |
| 10D              | Pignatelli         | 6.737   |
| 10E              | Lucrezia Romana    | 5.280   |
| 10F              | Osteria del Curato | 20.225  |
| 10G              | Romanina           | 7.449   |
| 10H              | Gregna             | 7.202   |
| 10I              | Barcaccia          | 11.175  |
| 10L              | Morena             | 32.227  |
| 10X              | Ciampino           | 518     |
| Nicht zuordenbar | Nicht zuordenbar   | 921     |
| Insgesamt        | Insgesamt          | 308.075 |

## Präsident
| Wahlperiode        | Wahlperiode   | Präsident                | Partei                    | Anmerkungen |
| ------------------ | ------------- | ------------------------ | ------------------------- | ----------- |
| 10. Juni 2013      | 19. Juni 2016 | Susana Ana Maria Fantino | Sinistra Ecologia Libertà |             |
| seit 19. Juni 2016 |               | Monica Lozzi             | MoVimento 5 Stelle        |             |